# Robert LeFevre
Robert LeFevre (13 de Outubro de 1911 – 13 de Maio de 1986) foi um radical liberal estadunidense, escritor e professor.

## Biografia
LeFevre nasceu em Gooding, Idaho em 1911 e, ainda quando criança, sua família se mudou para Minneapolis, Minnesota. Estudou inglês e dramatização na Hamline University. Teve diversos trabalhos durante a Grande depressão, como ator de comerciais de rádio. Durante a Segunda Guerra Mundial, LeFevre serviu como oficial na divisão de educação e orientação da força aérea. Após a guerra, LeFevre foi para a Califórnia e tentou sem sucesso concorrer para o Congresso em 1950. Ele se tornou apresentador de rádio e televisão, se envolvendo com organizações de extrema-direita antisindicais e anticomunistas.

## Na cultura popular
O jornalista Brian Doherty, alega que o movimento de Robert LeFevre foi a base do livro The Moon is a Harsh Mistress de Robert A. Heinlein e que foi a base do caráter do Professor Bernardo de la Paz, organizador da Revolta Lunar.